# Sophie Charlotte von Oldenburg

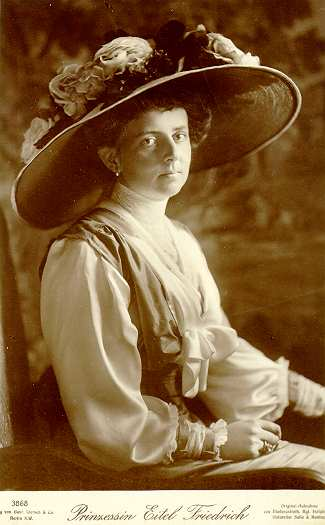
Sophie Charlotte als Prinzessin Eitel Friedrich im Jahr 1913

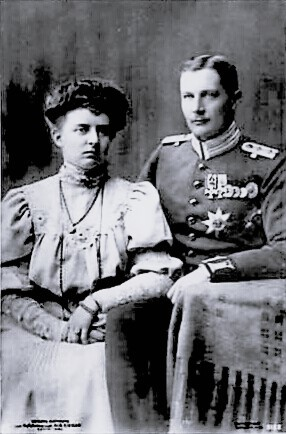
Prinz Eitel Friedrich von Preußen mit Herzogin Sophie Charlotte von Oldenburg. (1905)

Sophie Charlotte von Oldenburg (* 2. Februar 1879 in Oldenburg (Oldb); † 29. März 1964 in Westerstede) war die älteste Tochter des Großherzogs Friedrich August II. von Oldenburg und dessen erster Ehefrau Elisabeth Anna von Preußen. Nach ihrer Heirat mit Prinz Eitel Friedrich von Preußen war Sophie Charlotte nach der damals üblichen Sprechweise auch bekannt als Prinzessin Eitel Friedrich.

## Familie

Der Kaiser schreitet mit der Herzogin-Braut die Front der Ehrenkompagnie ab.

Am 27. Februar 1906 heiratete Herzogin Sophie Charlotte in Berlin den zweitältesten Sohn des Kaisers, Eitel Friedrich von Preußen.
Zwischen den Häusern Hohenzollern und Oldenburg bestand bereits eine engere verwandtschaftliche Verbindung. Die Mutter Sophie Charlottes war die gebürtige preußische Prinzessin Elisabeth Anna.
Die Brautleute hatten als gemeinsame Ururgroßeltern König Friedrich Wilhelm III. von Preußen und Königin Luise.
Als dem Oldenburger Erbgroßherzog 1879 sein erstes Kind geboren wurde, knüpften die Eltern bei dessen Namensgebung an die preußische Geschichte an: Die Tochter wurde nach Sophie Charlotte von Hannover benannt, der Gemahlin des ersten preußischen Königs Friedrich I. Prinz Eitel Friedrich hatte auch über seine Mutter, Kaiserin Auguste Viktoria, gemeinsame Vorfahren mit seiner Braut: Die Kaiserin als geborene Herzogin von Schleswig-Holstein-Sonderburg-Augustenburg stammte, ebenso wie die Oldenburger Herzöge aus dem Hause Holstein-Gottorp, von den ersten dänischen Königen aus dem Grafenhaus Oldenburg ab.

## Hochzeit
Die Hochzeit des Prinzen Eitel Friedrich von Preußen mit Herzogin Sophie Charlotte von Oldenburg wurde unter großem Aufwand gefeiert. Die Hochzeitsgeschenke wurden, wie damals bei Fürstenhochzeiten üblich, für die Öffentlichkeit im Schloss ausgestellt. Neben wertvollem Schmuck, Silbergerät, Bronzestatuen und einem Kronleuchter waren auch Stickereien sowie andere Handarbeiten unter den Geschenken, ebenso Gemälde von zumindest in Nordwestdeutschland bekannten Künstlern wie Georg Müller vom Siel („eine große Landschaft“), Paul Müller-Kaempff („Mondaufgang“ auf dem Darß, dem Jagdgebiet des Prinzen), Karl Langenhorst (ein lebensgroßes Bild von Sophie Charlottes früh verstorbener Mutter), Hugo Duphorn („Waldbild aus Rastede“), Julius Preller („Mühlenteich bei Varel im Spätsommer“) und Olga Potthast von Minden („Heidelandschaft“). Bernhard Winter hatte das Titelblatt einer Partiturmappe gestaltet.
Am 27. Februar 1906 fanden die Feierlichkeiten im Berliner Schloss statt. Nachdem die Kaiserin der Braut die Prinzessinnen-Krone aufgesetzt hatte, wurde im Kurfürstensaal die standesamtliche Eheschließung vollzogen.
Um 17 Uhr begann in der Schlosskapelle die kirchliche Hochzeit; die Traurede hielt Oberhofprediger Ernst Dryander. Anschließend nahmen das Kaiserpaar und das jungvermählte Paar in der Gemäldegalerie die Glückwünsche der Hochzeitsgäste entgegen.

## Eheleben
Das Ehepaar lebte zunächst im Schloss Hubertusstock in der Schorfheide, dem kaiserlichen Jagdgebiet, wo es seine Flitterwochen verbrachte, danach bezog es die Villa Ingenheim in Potsdam. Als nach Ende des Ersten Weltkrieges Matrosen das Neue Palais besetzten, nahm Eitel Friedrich die ehemalige Kaiserin in dieser Villa auf, sie blieb hier bis zu ihrer Abreise in die Niederlande, wo der ehemalige Kaiser im Exil lebte.
Die Ehe zwischen Eitel Friedrich und Sophie Charlotte blieb kinderlos und wurde 1926 geschieden. Eitel Friedrich heiratete nicht wieder. Sophie Charlotte dagegen heiratete im folgenden Jahr den ehemaligen Rittmeister Harald von Hedemann. Sie lebte mit ihm in Rastede, zunächst im Palais, dann ab Anfang der 1930er Jahre in der für sie erbauten Villa am Hankhauser Parkrand in Rastede. 1930 trat von Hedemann gemäß der Aufstellung derjenigen Parteigenossen, die Angehörige fürstlicher Häuser sind in die NSDAP ein und wurde unter der Mitgliedsnummer 306.866 registriert.
Nach dem Tod ihres Mannes 1951 zog von Hedemann in ein kleines Haus nach Bad Zwischenahn. Sie starb 1964 in Westerstede und wurde auf dem Alten Friedhof in Bad Zwischenahn, neben ihrem zweiten Ehemann, bestattet.

## Sonstiges
1909 wurde das Segelschulschiff Prinzess Eitel Friedrich, die heutige Dar Pomorza, nach Sophie Charlotte benannt.
Das 1907 als Seehotel erbaute Hotel Prinzessin Eitel Friedrich auf Borkum wurde nach ihr benannt. Sie  fuhr über viele Jahre auf die Nordseeinsel und residierte in dem heutigen Seehotel, das ihr zu Ehren bis 1981 unter dem Namen „Prinzessin Eitel Friedrich“ geführt wurde.